# Lycopodium cryptomerianum
Lycopodium cryptomerianum là một loài thực vật có mạch trong Họ Thạch tùng. Loài này được Maxim. mô tả khoa học đầu tiên năm 1870.